# Monasterio de Krka
El monasterio de Krka(en serbio: Манастир Крка) se encuentra ubicado dentro de los límites del parque nacional Krka un monumento iglesia ortodoxa serbia natural del cárstico en Croacia, en la zona central de Dalmacia y junto al río Krka. Cerca del monasterio se encuentra la ciudad de Šibenik y a 3 km de Kistanje, entre valles amplios y tranquilos. Tiene unas de las más bonitas vistas panorámicas de Croacia.
El Monasterio también lleva el nombre de Monasterio de San Miguel Arcángel o de Krka en serbio y es el más conocido de todo el país, pertenece a la Iglesia Ortodoxa serbia. Este lugar santo está unido al rey Krešimir (Casimiro) muy relacionado con las poblaciones cercanas a este lugar.
El Monasterio se fundó en 1345 y tuvo por patrocinadora a la princesa serba Jelena Nemanjić Šubić, hermanastra del emperador serbio Dušan y fue esposa de Mladen III Šubić Bribirski, duque de Skradin y Bribir. El monasterio fue construido sobre un sitio anterior de la época romana, y existen catacumbas funerarias romanas debajo de una parte de la iglesia. El campanario de este monasterio fue construido en estilo románico. El complejo también incluye una capilla de Saint Sava construida en el siglo XIX, bajo la tutela del obispo ortodoxo serbio de Dalmacia, Stefan Knežević, así como un nuevo edificio para el seminario y un edificio adicional para instalar a los monjes.
El monasterio también alberga zona de archivos y una biblioteca con una variedad de libros antiguos y artículos valiosos de los siglos XVI al siglo XX, también una colección de iconos de madera como la de (San Juan Bautista del siglo XIV o 15, obra del conocido Maestro del Crucifijo Tkon), de estilo bizantino.
La iglesia actual de San Miguel Arcángel fue erigida en 1422 en la ubicación de una estructura gótica primitiva. Los turcos otomanos devastaron la iglesia alrededor de 1530, por lo cual fue restaurada en varias ocasiones. También se encuentran otros edificios menores del monasterio de los siglos XVIII y XIX como el campanario que está situado alrededor de un claustro rectangular con arcadas.
Durante la guerra de Candía en 1648 un gran número de serbios ortodoxos encabezados por el obispo Epifanio Stefanovic y los monjes de Krka huyeron del territorio otomano al de la República de Venecia encontrando refugio en Zadar, donde el Papa Inocencio X en 1655 les dio dos iglesias, que previamente habían estado en posesión de los monjes de la Tercera Orden Franciscana (TORS). En un acuerdo posterior con los franciscanos, los monjes declararon que «viven al servicio de la Iglesia griega».
El 1 de noviembre de 1648 Stefanovic declaró su unión a la Iglesia católica en presencia del monje capuchino Bartolomé de Verona, pero murió poco después y los monjes rechazaron la unión. La Paz de Karlowitz en 1699 y Tratado de Passarowitz en 1718 permitieron a Venecia gobernar toda Dalmacia y todos los serbios ortodoxos del área quedaron bajo la jurisdicción del metropolitano griego ortodoxo residente en Venecia.
Después de la Operación Tormenta en 1995, el monasterio fue saqueado, pero no significativamente, ya que estaba protegido por las autoridades croatas, fue abandonado, y el seminario se cerró y se reubicó en Divčibare y, más tarde, en Foča. Los monjes regresaron en 1998, sin embargo, y el seminario reabrió sus puertas en 2001.
Fue profesor de este monasterio el actual obispo serbio Lavrentije Trifunović.